# Jung Hyo-jung
Jung Hyo-jung, (in coreano, 정 효정), (Pusan, 26 gennaio 1984), è una schermitrice sudcoreana, specializzata nella spada.

## Palmarès
In carriera ha conseguito i seguenti risultati:
- Giochi olimpici:

Londra 2012: argento nella spada a squadre.
- Mondiali di scherma

Parigi 2010: bronzo nella spada a squadre.